# Gupie
Pour les articles homonymes, voir Gupie (homonymie).
La Gupie est une  rivière du sud-ouest de la France, dans le département de Lot-et-Garonne, en région Nouvelle-Aquitaine  et un affluent droit de la Garonne.

## Géographie
De 19,4 km de longueur, la Gupie est un affluent de la rive droite de la Garonne.
Elle prend sa source sur la commune de Monteton, à 99 m d'altitude au lieu-dit le Bois de Patience.
La Gupie conflue en rive droite dans la Garonne à l'aval de Sainte-Bazeille et juste en face de Couthures-sur-Garonne, à 18 m d'altitude,.

## Communes et cantons traversées
Dans le seul département de Lot-et-Garonne, la Gupie traverse dix communes mais "en fait" huit seulement, et deux cantons (ou trois selon le SANDRE) :
- dans le sens amont vers aval : Monteton (source), Lachapelle, Saint-Avit, Escassefort, Beaupuy, Mauvezin-sur-Gupie, Castelnau-sur-Gupie, Lagupie, Saint-Martin-Petit[note 2], Sainte-Bazeille (confluence), Couthures-sur-Garonne.

Soit donc en termes de cantons, la Gupie prend source dans le canton de Seyches, et conflue dans le canton de Marmande-Ouest, en face du canton de Meilhan-sur-Garonne, le tout dans l'arrondissement de Marmande.

## Affluents
La Gupie a seize affluents référencés dont :
- le Ruisseau de Pinasseau (rg) 2,2 km sur les trois communes de Cambes, Saint-Avit et Lachapelle.
- le Ruisseau de Boutié (rg) 2,2 km sur les trois communes de Saint-Avit, Lachapelle et Escassefort avec deux affluents :
  - le ruisseau de Combeau (rd) 2 km sur les trois communes de Lachapelle, Escassefort et Seyches.
  -  ?, 1,7 km sur la seule commune dEscassefort.
- le Millebordeaux (rd) 5,3 km
- le Rieutord (rg) 5,1 km avec quatre affluents
- la Petite Gupie (rg) 3,3 km avec deux affluents
- le Caubon (rd) 11 km sur les quatre communes de Levignac-de-Guyenne Caubon-Saint-Sauveur  Castelnau-sur-Giupie, Mauvezin-sur-Gupie, avec huit affluents et trois sous-affluents dont :
  - le ruisseau de la Forêt, 1,4 km sur les deux communes de Levignac-de-Guyenne et Caubon-Saint-Sauveur.
  - le ruisseau de Sainte-Croix, 1,9 km sur les deux communes de Levignac-de-Guyenne et Caubon-Saint-Sauveur.
  - le ruisseau de la Tuillière, 1,6 km sur les deux communes de Caubon-Saint-Sauveur et Mauvezin-sur-Gupie.
- le Râtelier (rd) 4,2 km sur les deux communes de Castelnau-sur-Gupie et Lagupie.
- la Rossignole (rd) 1,7 km sur la seule commune de Lagupie.
- la Régane (rd) 5,2 km sur les trois communes de Lagupie, Saint-Martin-Petit, Sainte-Bazeille, avec un affluent
- le ruisseau de la Ville ou ruisseau du Milieu (rg) 5,7 km sur les deux communes de Sainte-Bazeille et Marmande, avec deux affluents dont :
  - le ? (rg) 2,1 km sur les deux communes de Sainte-Bazeille et Marmande
  - le ? (rg) 1,2 km sur la seule commune de Sainte-Bazeille.

Son rang de Strahler est donc de quatre.

## Hydrographie
La Gupie traverse une seule zone hydrographique 'La Gupie' (O914) pour une superficie de 133 km2. Son bassin versant est composé à 83,17 % de territoires agricoles, à 12,68 % de forêts et milieux semi-naturels, à 3,61 % de territoires artificialisés, à 0,29 % de surfaces en eau.

## Toponymes
La Gupie a donné son hydronyme aux trois communes suivantes : Castelnau-sur-Gupie, Mauvezin-sur-Gupie, Lagupie.